# مهدی‌خان غفاری کاشانی
مهدی‌خان غفاری کاشانی (۱۲۸۲ قمری – ۱۳۳۶ قمری) فرزند فرخ‌خان غفاری ملقب به آجودان مخصوص، وزیر همایون و قائم مقام پسر فرخ خان امین الدوله کاشانی از درباریان ناصرالدین‌شاه و از مقربان دربار مظفرالدین‌شاه و از محارم میرزا علی‌اصغر اتابک بوده است. 
مهدی خان تا سال ۱۳۱۴ قمری ملقب به آجودان مخصوص بود تا در این سال لقب وزیرهمایون گرفت و لقب آجودان مخصوص به پسرش محمدحسن خان داده شد. او از سال ۱۳۲۰ تا ۱۳۲۲ هجری قمری حاکم خمسه (زنجان) بود. شیخ ابراهیم زنجانی در خاطراتش او را فردی «فوق‌العاده باعقل و باهوش و تدبیر و نطاق … بسیار عاقل و دانا و خوش‌صحبت و خوش‌اخلاق» وصف کرده که «با حسن تدبیر تمام گردنگشان اطراف و ملوک الطوایف را مطیع ساخت … ولایت را امن … نان را ارزان نمود».
او در جنبش مشروطه از طرفداران محمدعلی شاه بود.
وزیر همایون با تأسیس دو دبستان در زنجان، بنای آموزش و پرورش نوین را در این شهر گذاشت.
او از دختر اقبال‌السلطنه یک پسر به نام محمدحسن خان ملقب به آجودان مخصوص داشت که با دخترعمویش فرنگیس خانم دختر معاون‌الدوله ازدواج کرد و ثمره این ازدواج دختری به اسم ایران مخصوص بود که عیال محمدرضا وجدانی شد.